# Teodozije
Teodozije (9. stoljeće), hrvatski svećenik, ninski biskup (lat. episcopus Croatorum) (879. – 886.) i splitski nadbiskup (886. – 890.). Kratkotrajno je ujedinio ninsku biskupiju i splitsku nadbiskupiju.
Biskupsko ređenje primio je u Akvileji od patrijarha Walberta, no ipak je 880. godine pošao u Rim kako bi s papom Ivanom VIII. (872. – 882.) uredio status svojega biskupskog posvećenja, te da kao izaslanik kneza Branimira pridonese sređivanju odnosa između hrvatske države i pape, nakon što je smrću kneza Zdeslava 879. godine prestao utjecaj Bizanta u Hrvatskoj.
Godine 886. Splićani su izabrali Teodozija za svojega nadbiskupa, a posvećenje je ponovno obavio akvilejski patrijarh. Kako je Teodozije zadržao i ninsku biskupiju, područje splitske i ninske Crkve bilo je tim činom ujedinjeno. Papa Stjepan V. (881. – 891.) zahtijevao je da se Teodozije vrati u ninsku biskupiju, ali je popustio i poslao mu palij. U Teodozijevo doba bio je osnovan u Ninu benediktinski samostan.
Nakon njegove smrti prestala je personalna unija između ninske biskupije i splitske nadbiskupije.

## Vanjske poveznice
- Teodozije Hrvatska enciklopedija

| Prethodnik:         | Splitsko-makarska nadbiskupija | Nasljednik:                        |
| Marin (881. – 886.) | Splitsko-makarska nadbiskupija | Petar III. Splićanin (893. – 912.) |